# Heteracris
Heteracris är ett släkte av insekter. Heteracris ingår i familjen gräshoppor.

## Bildgalleri

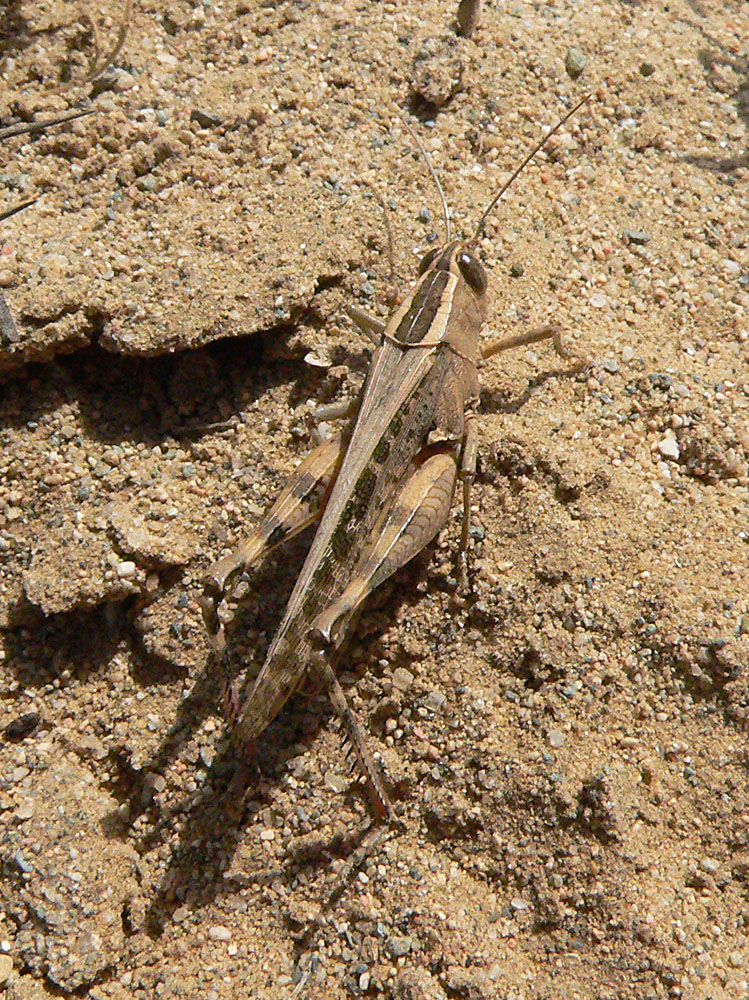
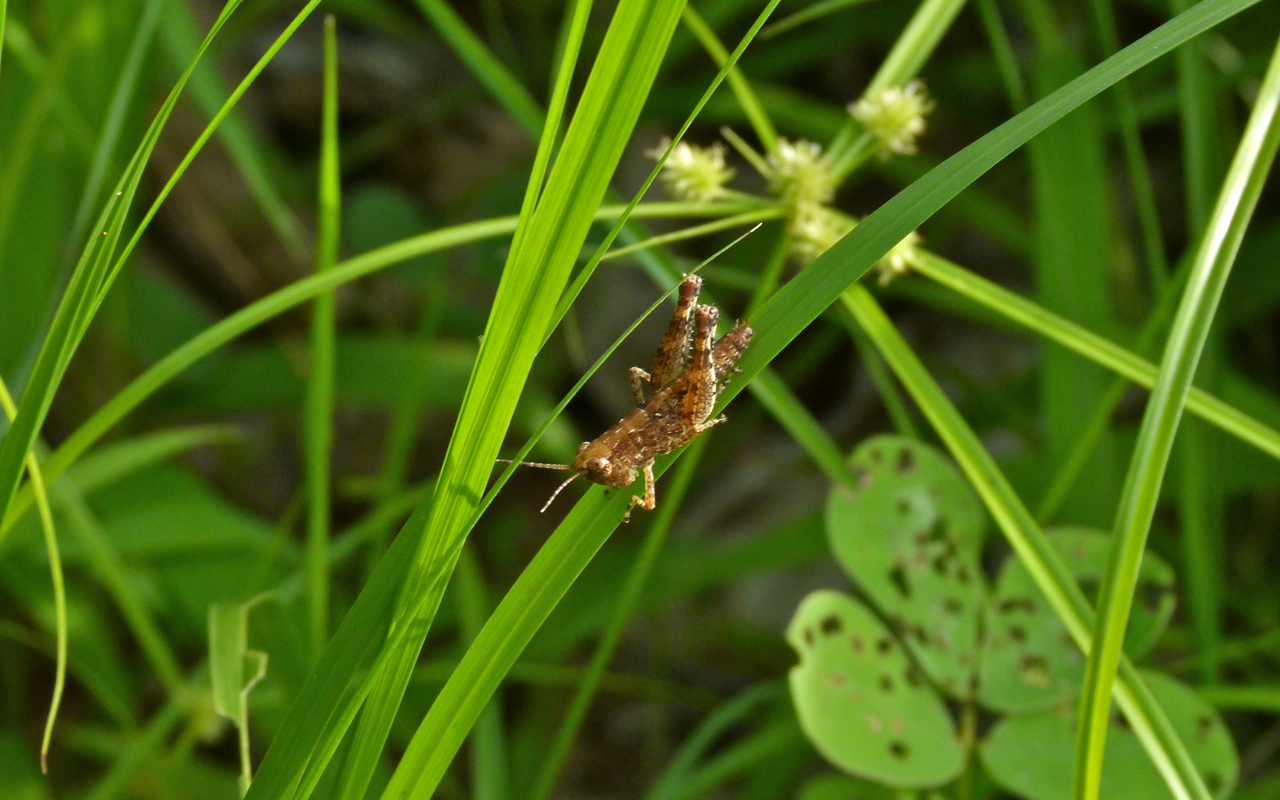
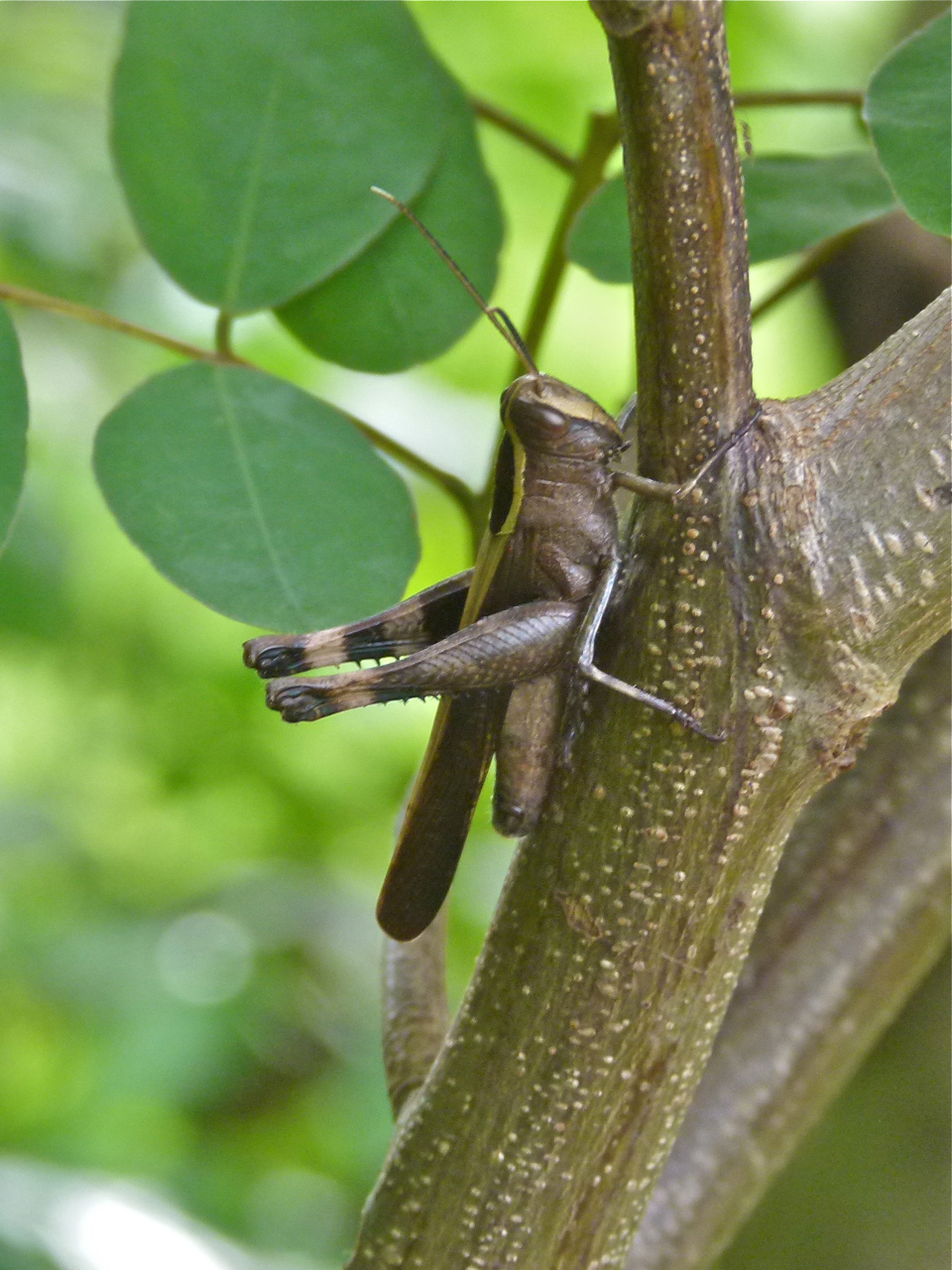
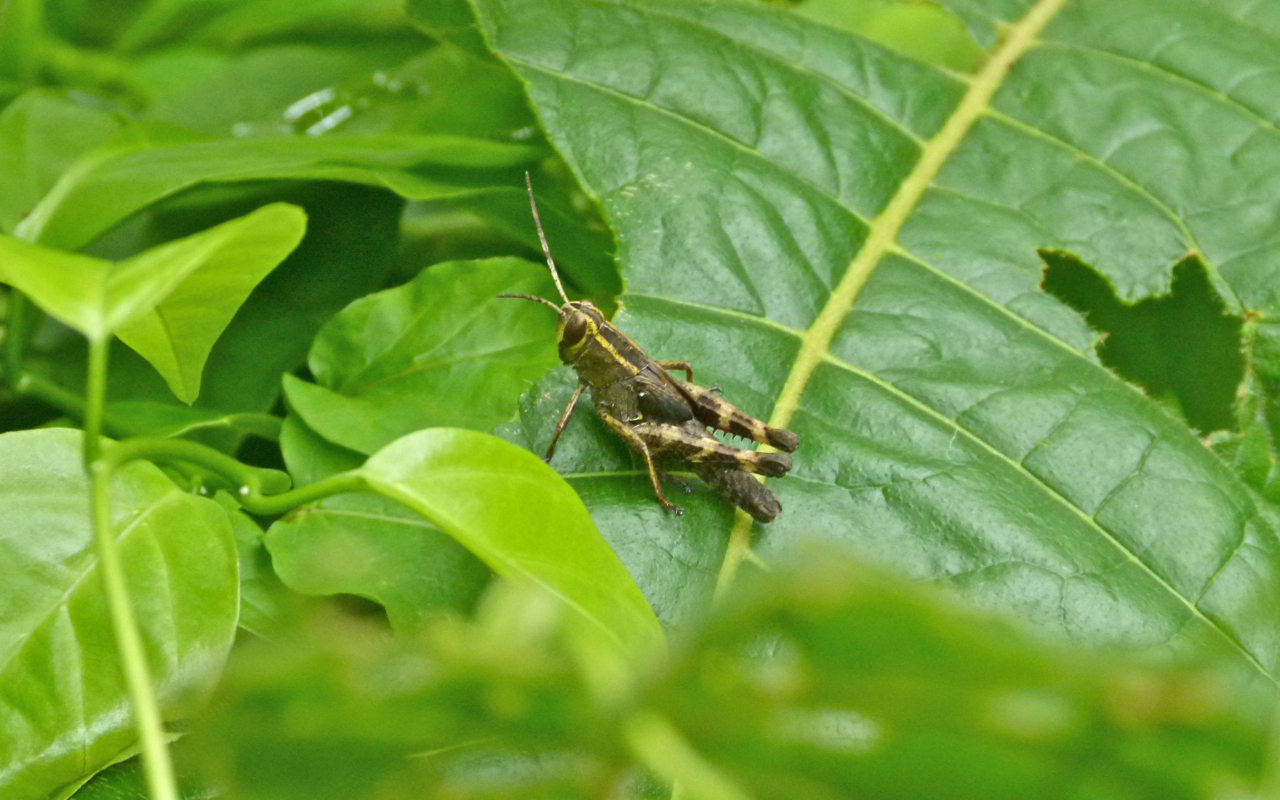
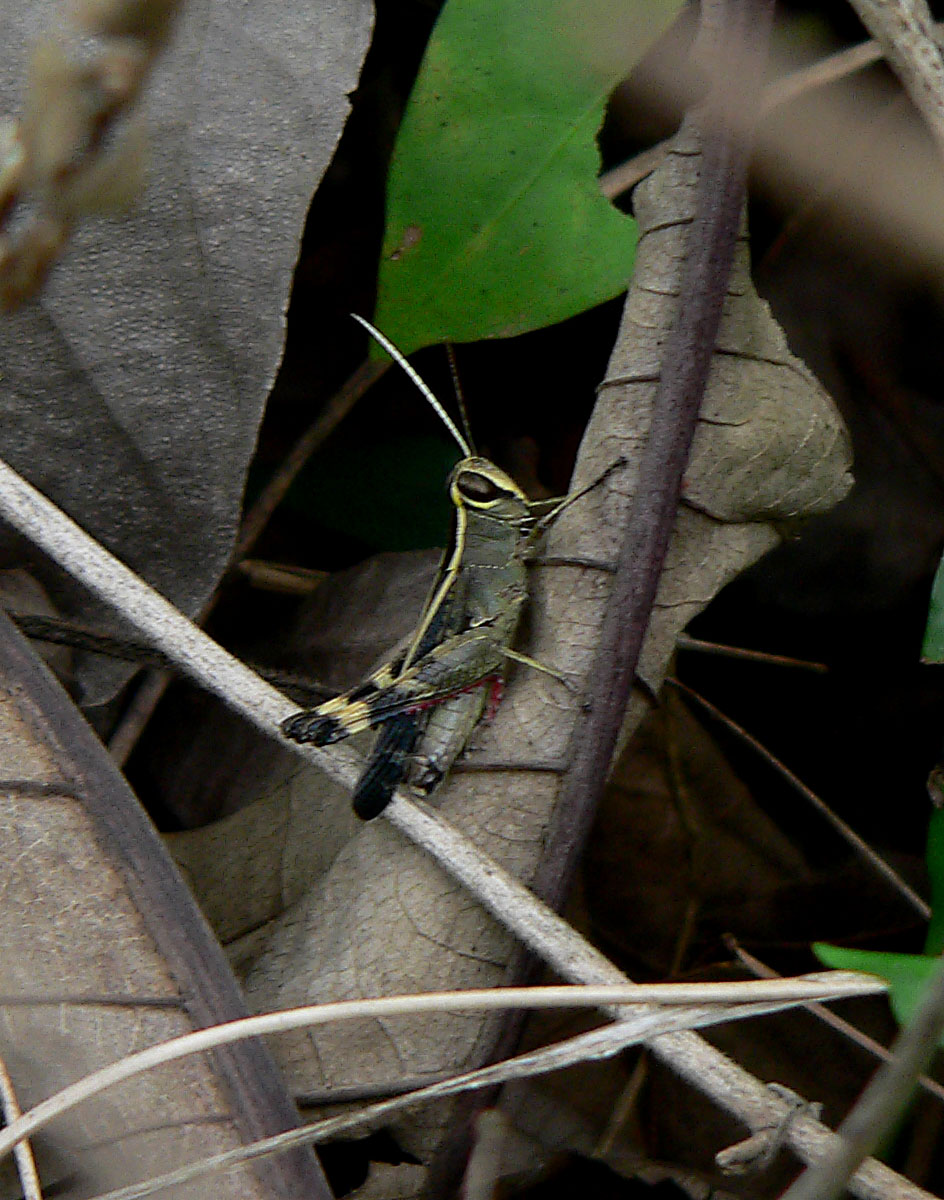
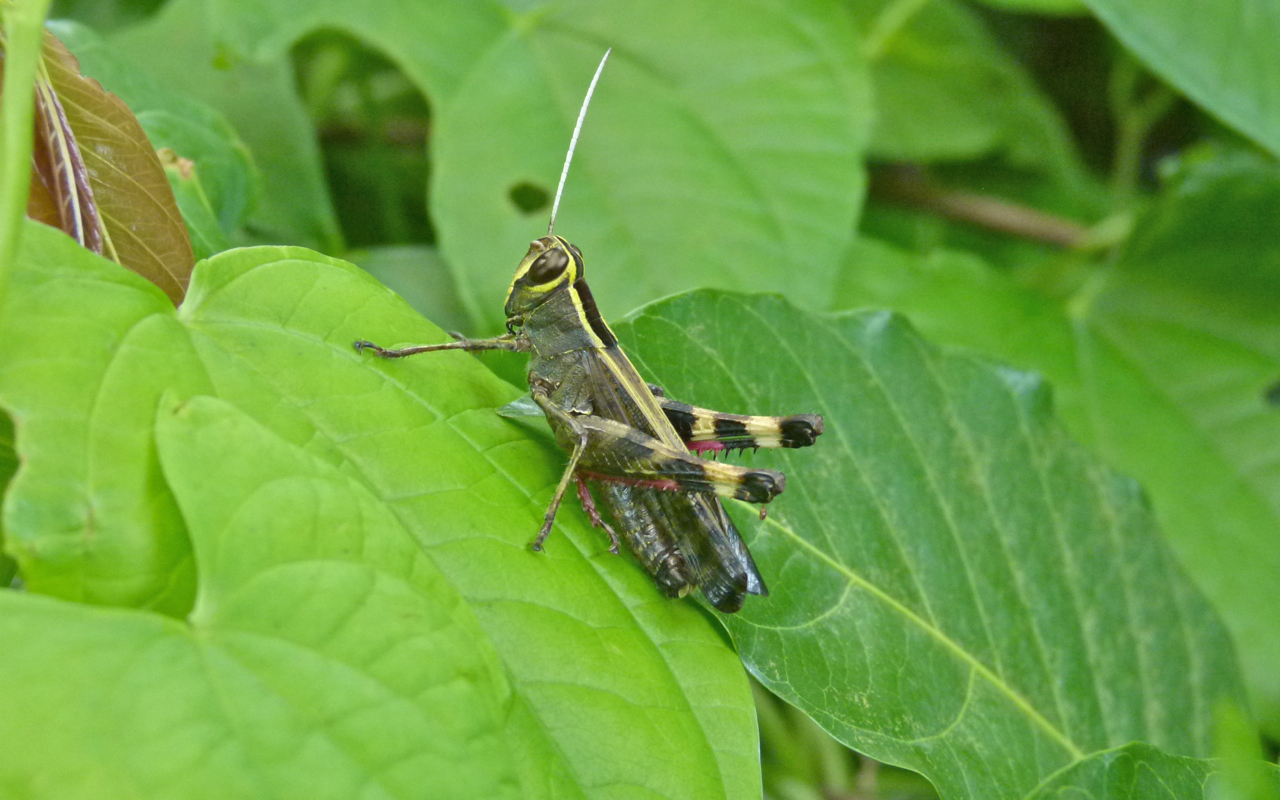

## Dottertaxa tillHeteracris, i alfabetisk ordning[1]
- Heteracris acuticercus
- Heteracris adspersa
- Heteracris aethiopica
- Heteracris annulosa
- Heteracris antennata
- Heteracris attenuata
- Heteracris brevipennis
- Heteracris buxtoni
- Heteracris calliptamoides
- Heteracris caloptenoides
- Heteracris cinereus
- Heteracris coeruleipennis
- Heteracris coerulescens
- Heteracris coerulipes
- Heteracris concinnicrus
- Heteracris coniceps
- Heteracris cyanescens
- Heteracris drakensbergensis
- Heteracris etbaica
- Heteracris festae
- Heteracris finoti
- Heteracris glabra
- Heteracris guineensis
- Heteracris harterti
- Heteracris hemiptera
- Heteracris herbacea
- Heteracris hoggarensis
- Heteracris iranica
- Heteracris jeanneli
- Heteracris jucundus
- Heteracris juliea
- Heteracris leani
- Heteracris lieutaghii
- Heteracris littoralis
- Heteracris minuta
- Heteracris morbosa
- Heteracris muscatensis
- Heteracris nefasitensis
- Heteracris nigricornis
- Heteracris nobilis
- Heteracris notabilis
- Heteracris persa
- Heteracris pictipes
- Heteracris popovi
- Heteracris prasinata
- Heteracris pterosticha
- Heteracris pulcher
- Heteracris pulchripes
- Heteracris punctata
- Heteracris puntica
- Heteracris rantae
- Heteracris reducta
- Heteracris rufitibia
- Heteracris sabaea
- Heteracris sikorai
- Heteracris somalica
- Heteracris speciosa
- Heteracris syriaca
- Heteracris theodori
- Heteracris trimaculata
- Heteracris vinacea
- Heteracris vitticeps
- Heteracris zolotarevskyi
- Heteracris zulu